# Ijahman Levi
Ijahman Levi, född Trevor Sutherland i Christiana, Manchester, Jamaica 21 juni 1946, är en reggaeartist. Under en fängelsevistelse mellan 1972 och 1974 anslöt Trevor Sutherland sig till den religiösa rörelsen Rastafari och antog namnet Ijahman Levi. Hans fyra första album, varav det första Haile I Hymn, predikar rastafarianism.

## Diskografi
Album
- 1978 – Haile I Hymn (Chapter 1)
- 1978 – Haile I Hymn (Chapter 2)
- 1979 – Are we a Warrior
- 1982 – Tell it to the Children
- 1984 – Lilly of my Valley
- 1985 – Africa
- 1986 – I Do (avec Madge)
- 1987 – Forward Rastaman
- 1987 – Culture Country
- 1988 – Ijahman and Friends
- 1988 – Over Europe Live
- 1989 – Inside Out
- 1991 – On Track
- 1991 – Love Smiles
- 1992 – Kingfari
- 1993 – Entitlement
- 1993 – Gemini Man
- 1994 – Two Double Six
- 1994 – Black Royalties
- 1995 – Home Free by Madge
- 1995 – Live in Paris 1994
- 1995 – Ijahman Sings Bob Marley
- 1996 – Ijahman & Bob Marley in Dub
- 1997 – Live at Reggae on the River
- 1997 – Beauty and the Lion
- 1997 – Lion Dub Beauty
- 1998 – Crocodile Man
- 1998 – Monkey Man
- 2000 – Arkart
- 2001 – The Roots of Love
- 2006 – Versatile Life

1966 och 1969 utgav Sutherland två singlar i Storbritannien under namnet "The Youth:  As Long As There is Love" / "Your One and Only Man" (Polydor 56121) och "Meadow of My Love" / "Love Me or Leave Me" (Deram 226) där B-sidan är krediterad "Sutherland".